# 佳月玲茅
佳月 玲茅（かづき れち、1982年10月8日 - ）は、日本の漫画家、イラストレーター。
「JusticE OR EviL」で『月刊少年ガンガン』（スクウェア・エニックス）の2005年6月期月例マンガ賞新GIガンガン杯特別奨励賞を受賞。2007年、同誌の増刊『フレッシュガンガン』に掲載された読み切り「ドクサイ某国プリンセス!」でデビュー。以後、ガンガンコミックスアンソロジーで読み切り作品を発表しつつ『ガンガンパワード』2007年12月号から2008年6月号まで「キミキス 〜after days〜」を連載。
近作はウェブコミック配信サイト『ガンガンONLINE』連載の「ひぐらしのなく頃に 昼壊し編」。

## 作品リスト

### 連載
- キミキス 〜after days〜（ガンガンパワード、原作：エンターブレイン 構成：香月アイネ、全1巻）
- ひぐらしのなく頃に 昼壊し編（ガンガンONLINE、原作・監修：竜騎士07、全1巻）
- やはり俺の青春ラブコメはまちがっている。-妄言録-（月刊ビッグガンガン、原作：渡航 キャラクター原案：ぽんかん⑧、既刊21巻）

### 読み切り
- ドクサイ某国プリンセス!（フレッシュガンガン）
- 弱点王女アリア（妹アンソロジー）
- やさしくシゴいて（先輩アンソロジー）
- 僕は妹のメイドさん（女装少年アンソロジー、ガンガンONLINEに2009年4月16日再録）

### 挿絵
- 運命三分クッキング（ガンガンONLINE、著：みなみのうさぎ）

### イラスト
- テーマ「四季（冬）」（ガンガンONLINE2008年12月4日）